# طواف سويسرا 2005
طواف سويسرا 2005 هو سباق دراجات هوائية أقيم بتاريخ يونيو 11 — يونيو 19، تكون السباق من 9 مراحل وامتدّ لمسافة 1354. 6 كم بسرعة 40.8778 كم/س، استغرق السباق 33 ساعة 08 دقيقة 51 ثانية. فاز به الإسباني أيتور غونثاليث.

## الترتيب
| م                     | الدرّاج         | البلد   | الزمن                     |
| --------------------- | -------------- | ------- | ------------------------- |
| الفائز بالترتيب العام | أيتور غونثاليث | إسبانيا | 33 ساعة 08 دقيقة 51 ثانية |